# Graffiti d'Alexamenos

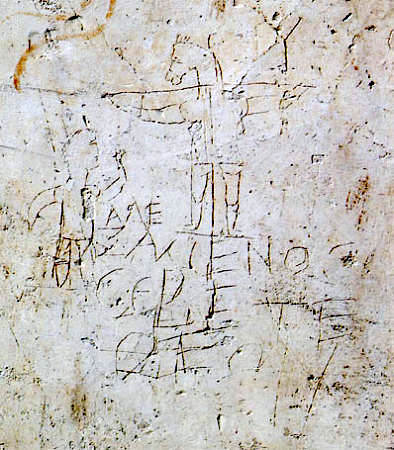
Le graffiti d'Alexamenos.

Un relevé du graffiti d'Alexamenos.

Le graffiti d'Alexamenos est un dessin découvert dans le palais impérial de Rome. Il pourrait être la plus ancienne représentation de la crucifixion de Jésus, et le plus ancien exemple de la croix comme symbole du christianisme, puisqu'il est daté de la période entre le Ier siècle et le IIIe siècle.

## Description
Sur cette caricature,, on voit une figure de forme humaine crucifiée et affublée d'une tête d'âne, envers laquelle un autre personnage fait un geste qui peut ressembler à un salut ou à une prière, interprétation qui correspond à l'inscription ΑΛΕΞΑΜΕΝΟϹ ϹΕΒΕΤΕ ΘΕΟΝ (Αλεξαμενος ϲεβετε θεον) qui, dans un grec approximatif, ou plutôt phonétique (ϲεβετε doit sans doute être compris comme ϲεβεται, « adore »), signifie sans doute « Alexamenos adore son dieu » ou « Alexamenos adore Dieu »,. La tête d'âne était le moyen, à cette époque, de moquer le Dieu des Juifs (le christianisme des premiers siècles étant considéré comme une secte juive dans l'Empire romain).

## Histoire
Il aurait été dessiné entre le Ier siècle et le IIIe siècle.
Ce graffiti a été découvert en 1857, parmi de nombreux autres, lors de la mise au jour des vestiges de la domus Gelotiana, bâtiment lié au complexe palatial. Dans la pièce suivante, une inscription attribuée à une autre main a écrit Alexamenos fidelis, c'est-à-dire « Alexamenos est fidèle » ou « Alexamenos le fidèle ». Cela pourrait être une réplique au graffiti moqueur (probablement d'un Romain qui ne partage pas et ne comprend pas la croyance de ses compatriotes chrétiens) représentant le dénommé Alexamenos priant un âne crucifié.
Il est conservé à Rome, au musée du Palatin.